# Abbaye de Fultenbach
L'abbaye de Fultenbach est une ancienne abbaye bénédictine, située à Fultenbach, un quartier de Holzheim, dans le Land de Bavière et le diocèse d'Augsbourg, en Allemagne. Fondée au VIIIe siècle, elle a été démolie en 1803.

## Histoire
Un premier monastère consacré à Saint-Michel est fondé en 739 par l'évêque Wicterp d'Augsbourg et détruit lors de l'invasion hongroise de 955. Il est de nouveau fondé dans la première moitié du XIIe siècle. Il est mentionné pour la première fois en 1162 sous le nom de Vultenbhach. En 1130, l'évêque d'Augsbourg Hermann von Vohburg demande sa refondation au chanoine Gebino. Il fait appel à des moines de Saint-Blaise, prend la tête de l'abbaye et lui obtient une riche donation. L'antipape Victor IV libère le monastère en 1162 de la domination épiscopale. Le bailliage est au XIIIe siècle la possession des seigneurs de Burgau qui en profitent pour s'enrichir sur le dos du monastère. Le duc Adolphe de Bavière demande au comte d'Öttingen de protéger le monastère. En 1346, la principauté épiscopale d'Augsbourg a la souveraineté sur l'abbaye. Après la mort de l'abbé Ulrich Frey, la principauté épiscopale incorpore le monastère en 1449, mais le restaure en 1471. Cependant, la souveraineté sur Fultenbach est toujours controversée entre la principauté épiscopale et le margraviat de Burgau. Ainsi, en 1557, le margraviat consent à l'évêque d'Augsbourg le droit à la protection du monastère à condition que l'autorité souveraine ne soit pas affectée. À la suite d'un surendettement, Fultenbach passe sous l'administration de l'abbaye de Neresheim et en 1777 sous celle de l'abbaye d'Ottobeuren. En 1794, un prieuré est construit à Fultenbach, avant la dissolution en 1803 au cours de la sécularisation. En 1811 le monastère (construit de 1683 à 1700) et l'église (construite de 1716 à 1733) sont démolis. La bibliothèque du monastère est transférée à la bibliothèque du lycée de Dillingen.